# Fimbristylis stigmatotecta
Fimbristylis stigmatotecta är en halvgräsart som beskrevs av Ethirajalu Govindarajalu. Fimbristylis stigmatotecta ingår i släktet Fimbristylis och familjen halvgräs. Inga underarter finns listade i Catalogue of Life.